# Maydeae
Maydeae es una tribu de la subfamilia Panicoideae, perteneciente a la familia de las poáceas.

## Géneros
Chionachne, Coix, Euchlaena, Polytoca, Sclerachne, Trilobachne, Tripsacum, Zea